# Korocko (derevnja)
Korocko è un centro abitato della Russia.